# بنپلند ۹۵۸۷
سیارک ۹۵۸۷ (به انگلیسی: 9587 Bonpland، نامگذاری:1990UG4) نه هزار و پانصد و هشتاد و هفتمین سیارک کشف شده‌است که در ۱۶ اکتبر ۱۹۹۰ کشف شد.
قدر مطلق سیارک برابر ۲۶.۹ است.